# Saturn V
Saturn V (»Saturn pet«) je bila težka ameriška raketa nosilka za lete s človeško posadko na Luno. Večinoma se je uporabljala na Luninem programu Apollo, je pa tudi vtirila v nizkozemeljsko orbito ameriško vesoljsko postajo Skylab. NASA je med letoma 1966 in 1973 izstrelila 13 raket brez izgube človeške posadke. Apollo 13 je sicer imel tehnične težave, ki pa niso bile povezane z raketo Saturn V. 
Saturn V je do danes še vedno najvišja, najtežja in najmočnejša raketa, ki je uspešno delovala. Izstrelila je tudi najtežji tovor v nizkozemeljsko orbito (NZO). Do danes je Saturn V edina raketa, ki je izstrelila človeško posadko izven NZO. Leti na Luno so potekali med decembrom 1968 in 1972, vsega je sodelovalo 24 astronavtov (trije po dvakrat), ki so leteli okrog Lune, 12 od njih je pristalo na Luni.
Raketa Saturn V  je bila največja v družini raket Saturn. Glavni direktor programa je bil Wernher von Braun, pomagal mu je tudi Arthur Rudolph. Raketo so zasnovali v Marshall Space Flight Center v kraju Huntsville, Alabama. Pri zasnovi so sodelovala podjetja kot so Boeing, North American Aviation, Douglas Aircraft Company, in IBM. Von Braunov dizajn je bil baziran na balističnih raketah iz 2. Svetovne vojne  A-10, A-11 in A-12.
Razmišljali so tudi o več posameznih izstrelitvah v NZO, kjer bi sestavili plovilo po komponentah. Vendar so se potem odločili za eno težko raketo, ki bi izstrelila celotno plovilo.
Januarja 1962 je NASA objavila načrt za izgradnjo C-5. Tristopenjska raketa bi imela 5 F-1 motorjev za prvo stopnjo, 5 J-2 motorjev za drugo in en J-2 motor za tretjo stopnjo. C-5 naj bi lahko na Luno ponesla 41 ton tovora.
Pri C-5 so testirali več komponent hkrati, kar je zmanjšalo število testnih iztrelitev. C-5 so izbrali za program Apollo in jo preimenovali v Saturn V.

## Primerjava z drugimi težkimi raketami
Saturn V je bila težja, višja in z večjo kapaciteto tovora kot sovjetska N-1. N-1 pa je imela večji potisk in večji premer prve stopnje. N-1 je imela štiri neuspešne poskuse izstrelitev, preden so program preklicali. Pri N-1 so uporabili kar 30 motorjev NK-15 za prvo stopnjo (najmočenjša prva stopnja kadarkoli zgrajena), v primerjavi s 5 nmotorji F-1 na Saturnu V. NK-15 so eni izmed motorjev z največjim razmerjem potisk/teža in so imeli tudi višji specifični impulz (330 sekund) v primerjavi s F-1 (260 sekund). Saturn V je lahko deloval tudi z nedelujočim motorjem, prav tako N-1, vendar je bil problem, ker je lahko eksplozija motorja poškodovala raketo (N-1).
Saturn V je imel potisk 7 891 000 funtov (35,10 MN) in kapaciteto 118 ton v NZO. N-1 pa 9 900 000 funtov (44 MN). Nobeno drugo operativna raketa ni po višini, teži in kapaciteti preseglo Saturna V. Najbolj se približata Space Shuttle in sovjetska Energija. Space Shuttle ima potisk 6 800 000 funtov (30,1 MN) in lahko vtiri 28,8 ton v orbito. Če pa seštejemo maso raketoplana in tovora dobimo 112 ton. Apollo 15 je imel maso S-IVB tretje stopnje  140 976 kilogramov. 
Energija je imela potisk 7 900 000 funtov (35.1 MN), skoraj isto kot Saturn V. Močnejša verzija »Vulkan« bi bila precej močnejša od Saturna V, s potiskom 10 000 000 futnov (46MN) in tovorom 175 ton v NZO. Še močnejša verzija Saturna V bi imela okrog 18 % več potiska in kapaciteto 137,25 ton v NZO. NASA je študirala večjo verzijo Saturn C-8 in raketo Nova, vendar se to ni zgodilo.
Motorji F-1 so najmočnejši motorji na tekoča goriva z eno potisno šobo (potisk 1 522 000 funtov - 6,77 MN), največji motor na tekoče gorivo je sicer RD-170 (potisk 1 773 000 funtov 7,887 MN ) s štirimi potisnimi šobami na težki raketi Energija. Najmočnejši raketni motor pa je trdogorivni Space Shuttle Solid Rocket Booster (potisk  2 800 000 funtov - 12 MN).
NASA naj bi še vedno hranila načrte za Saturn V, vendar najverjetneje ne bo prišlo do ponovne izgradnje. Nova plovila bodo najverjetneje bazirana na tehnologiji Space Shuttle.

## Karakteristike
- Uporaba: težka nosilna raketa za enkratno uporabo
- Izdelovalci: Boeing (S-IC); North American (S-II); Douglas (S-IVB)
- Država: ZDA
- Višina: 110,6 m
- Premer: 10,1 m
- Masa: 2 800 000 kg (2800 ton)
- Stopnje: 3
- Kapaciteta: v NZO 118 000 kg; na Luno 45 000 kg

- Status: ni več v uporabi
- Izstrelišča:  LC-39, Kennedy Space Center, Capa Canaveral
- Vseh izstrelitev: 13
- Uspešne izstrelitve: 12
- Delno uspešne izstrelitve: 1 (Apollo 6)
- Prva izstrelitev: 9. november 1967 (SA-501)
- Zadnja izstrelitev: 14. maj 1973 (Skylab 1)

Prva stopnja - S-IC
- Dolžina: 42,1 m
- Premer: 10,1 m
- Prazna teža: 131 000 kg
- Gros (naložena) teža: 2 300 000 kg
- Motorji: 5X Rocketdyne F-1
- Potisk: 7 648 000 funtov (34 020 000 N)
- Specifični impulz: 263 s (2,58 km/s)
- Čas delovanja: 150 s
- Gorivo: RP-1/LOX (kerozin in tekoči kisik)

Druga stopnja - S-II
- Dolžina: 24,8 m
- Premer: 10,1 m
- Prazna teža: 36 000 kg
- Gros (naložena) teža: 480 000 kg
- Motorji: 5X Rocketdyne J-2
- Potisk: 1 000 000 funtov (4 400 000 N)
- Specifični impulz: 421 s (4,13 km/s)
- Čas delovanja: 360 s
- Gorivo: LH2/LOX (tekoči vodik in tekoči kisik)

Tretja stopnja - S-IVB
- Dolžina: 18,8 m
- Premer: 6,6 m
- Prazna teža: 10 000 kg
- Gros (naložena) teža: 120 800 kg
- Motorji: 1X Rocketdyne J-2
- Potisk: 225 000 funtov (1 000 000 N)
- Specifični impulz: 421 s (4,13 km/s)
- Čas delovanja: 165 + 335 sekund (2 vžiga)
- Gorivo: LH2/LOX (tekoči vodik in tekoči kisik)

### NASA Strani
- Three Saturn Vs on Display Teach Lessons in Space History Arhivirano 2019-06-23 na Wayback Machine.
- Apollo Lunar Surface Journal
- Launch complex 39 facility description from 1966 (10 Megabyte PDF file)
- Exploring the Unknown Selected Documents in the History of the U.S. Civil Space Program

### Druge strani
- Apollo Saturn Reference Page
- Project Apollo Archive
- Apollo/Saturn V Development ApolloTV.net Video
- Saturn I-IVB Stage[mrtva povezava]
- Blog about Apollo 11 mission